# 新喀里多尼亞
新喀里多尼亞（法語：Nouvelle-Calédonie，發音：[nuvɛl kaledɔni] ⓘ）是南太平洋的一组群岛，也是法國的一個特殊集体，位于澳大利亚以东1,210千米处，距法国本土17,000千米。该群岛是美拉尼西亚的一部分，包括主岛格朗德特尔岛、洛亚蒂群岛、切斯特菲尔德群岛、贝莱普群岛、松树岛和一些偏远小岛。作為法國海外部分之一，除官方語言法語以外，美拉尼西亞語和玻里尼西亞語亦通用於此。

## 历史
新石器时代文化的佼佼者，以陶器闻名。最早的居民来自巴布亚和波利尼西亚群岛。
英國航海探險家詹姆斯·庫克是首位發現新喀里多尼亞的歐洲人，1774年9月4日，他在他的第二次探索途中發現此島。他以蘇格蘭古羅馬時期的拉丁語名喀里多尼亞來命名此島，因為島的東北部令他想起蘇格蘭的風光。
法國探險家拉彼鲁兹伯爵让-弗朗索瓦·德·加洛在他失蹤之前，曾於1788年接近主島格朗德特尔岛的西岸。洛亞蒂群島則要待至1796年才首次有人探訪。
1843年，英国派专员到该岛。
1853年，成为法国殖民地，后与塔希提岛合并。該群島成為罪犯的流放地，從19世紀末該島開始經濟發展。在那裡開始開採鎳、鈷、鉻、鐵、錳、金等礦產資源。
1860年，成为独立行政区。
1946年，成为法国海外领地。
1947年, 從联合国非自治领土名单刪除。
1956年，成立第一届领地议会。
1976年12月，成立政府委员会，享有部分处理内部事务的自治权。法国委派的总督改为高级专员，新喀在法国国民议会有两名代表，在参议院有一名代表。
1979年，法政府解散政府委员会，将新喀置于法国政府的直接统治下。
此后几年，新喀政党与法政府就新喀独立问题进行多次协商，均未能找出有效的解决方案。1986年12月，联合国大会通过决议，新喀再被列入联合国非自治领土名单，从而确定了新喀居民享有自治权。
1988年6月，共和党（保卫喀里多尼亚在共和国内联盟）和卡纳克和社会主义民族解放阵线同法国在巴黎签订《马提尼翁协议》（Accords de Matignon）。根据该协议，一年后新喀实行有限的地方自治；新喀成立北方、南方和洛亚蒂群岛三个自治省，并于1998年举行全民公投来决定新喀是否独立。从1999年7月起，法国逐步把大部分权力交给了新选出的三个省议会。
1998年簽訂《努美阿協議》，規定法國將某些權力移交給新喀里多尼亞，但國防、安全、司法和金融（貨幣）不包含在內。
2018年、2020年、2021年新喀歷經三次举行独立全民公投皆獲得不同意，多數人選擇留在法國。
2024年5月，法國擬改革新喀里多尼亞選舉制度，造成當地居民不滿，爆發騷亂。
2025年7月12日，法國與新喀里多尼亞各方代表簽署布日瓦勒協議，新喀里多尼亞将變成“新喀里多尼亚国”，但依然是法國的一部分，即國中國的地位。

## 地理

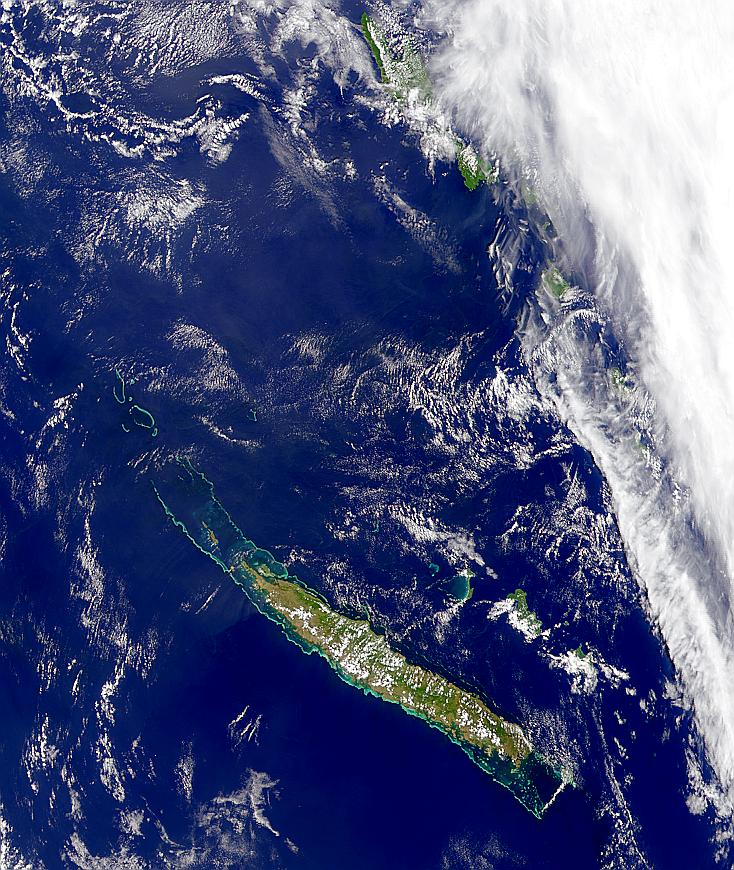
從太空拍攝的新喀里多尼亞

### 地質與地形
新喀里多尼亞是西蘭大陸露出的一部分，西蘭大陸是古代岡瓦納大陸的一部分。據推測，新喀里多尼亞主島大約在6,600萬年前與澳大利亞分離，隨後向東北方向漂移，大約在5,000萬年前到達現在的位置。
隨後在始新世，海洋岩石圈自東面仰衝至島上，帶來源於地函的橄欖岩推覆體，並提供重要的收入來源：新喀里多尼亞是全球第四大鎳礦生產地；鉻礦和鈷鑛的開採亦曾經活躍。

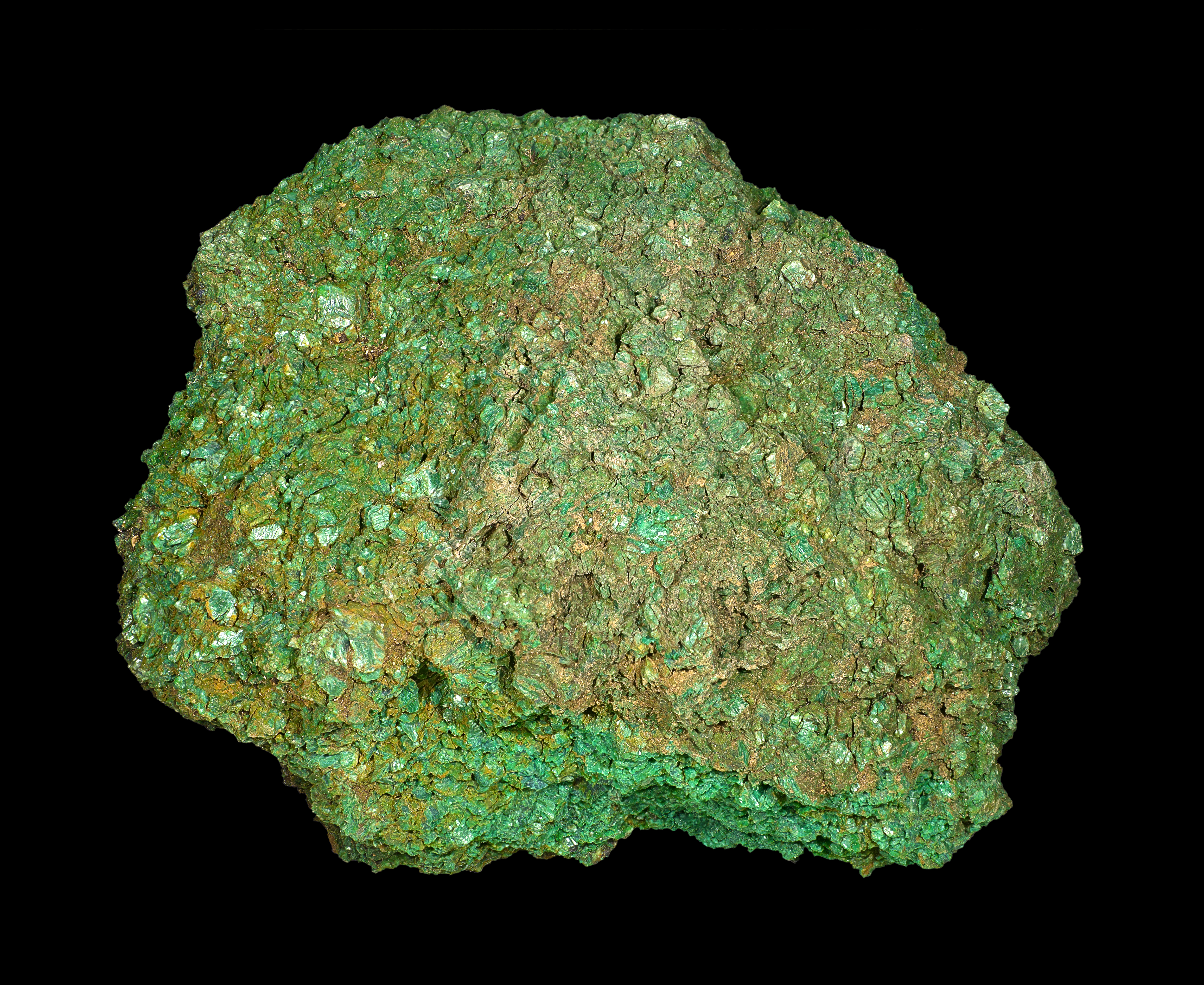
採自島上之鎳礦

主島上多山，地势起伏，有两列平行山脉，内陆有高原。新喀里多尼亞被位於島中央的山脈分隔，其最高峰是北部由變質岩組成的帕涅山（1,629米），和東南部由橄欖岩組成的洪堡山（1,618米），同樣由始新世一系列俯衝、仰衝、地殼均衡互動和摺曲而從地函帶至此高度。
沿海有平原，東海岸被茂密的植被所覆蓋。西海岸擁有適合耕種的大草原和平原，是一個較為乾燥的地區。沿著這條海岸發現了許多富含礦石的地塊。超基性的橄欖岩造就獨特的土壤，讓植物演化出獨有物種。
Diahot 河是新喀里多尼亞最長的河流，全長約100公里（62英里）。島上的大部分地區都被潮濕的常綠森林覆蓋，而大草原則在低海拔地區占主導地位。岛的周围为珊瑚礁环抱，形成新喀里多尼亞潟湖。其總面積為24,000平方公里（9,300平方英里），是世界上最大的潟湖之一。潟湖和周圍的新喀里多尼亞堡礁2008年被聯合國教科文組織因其非凡的美景和海洋生物多樣性而被列為世界遺產。
東面附屬的洛亚蒂群岛由石灰質岩石包覆，並为珊瑚礁环抱。但其本質是火山島弧，並很可能在始新世的一連串板塊碰撞中形成。由於向東接近與瓦努瓦圖碰撞而成的俯衝帶，群島「近期」隆起、露出水面並落入了地震帶。
西部的切斯特菲尔德群岛和沃波尔岛多为无人的珊瑚礁岛，可能不属于任何省市。

### 氣候
属熱带草原气候，11月至3月為濕熱季節，氣溫在27°C至30°C之間，6月至8月為涼爽乾燥的季節，氣溫在20°C至23°C之間，年降水量约1,000毫米以上；常遭热带飓风侵袭。

## 社會經濟

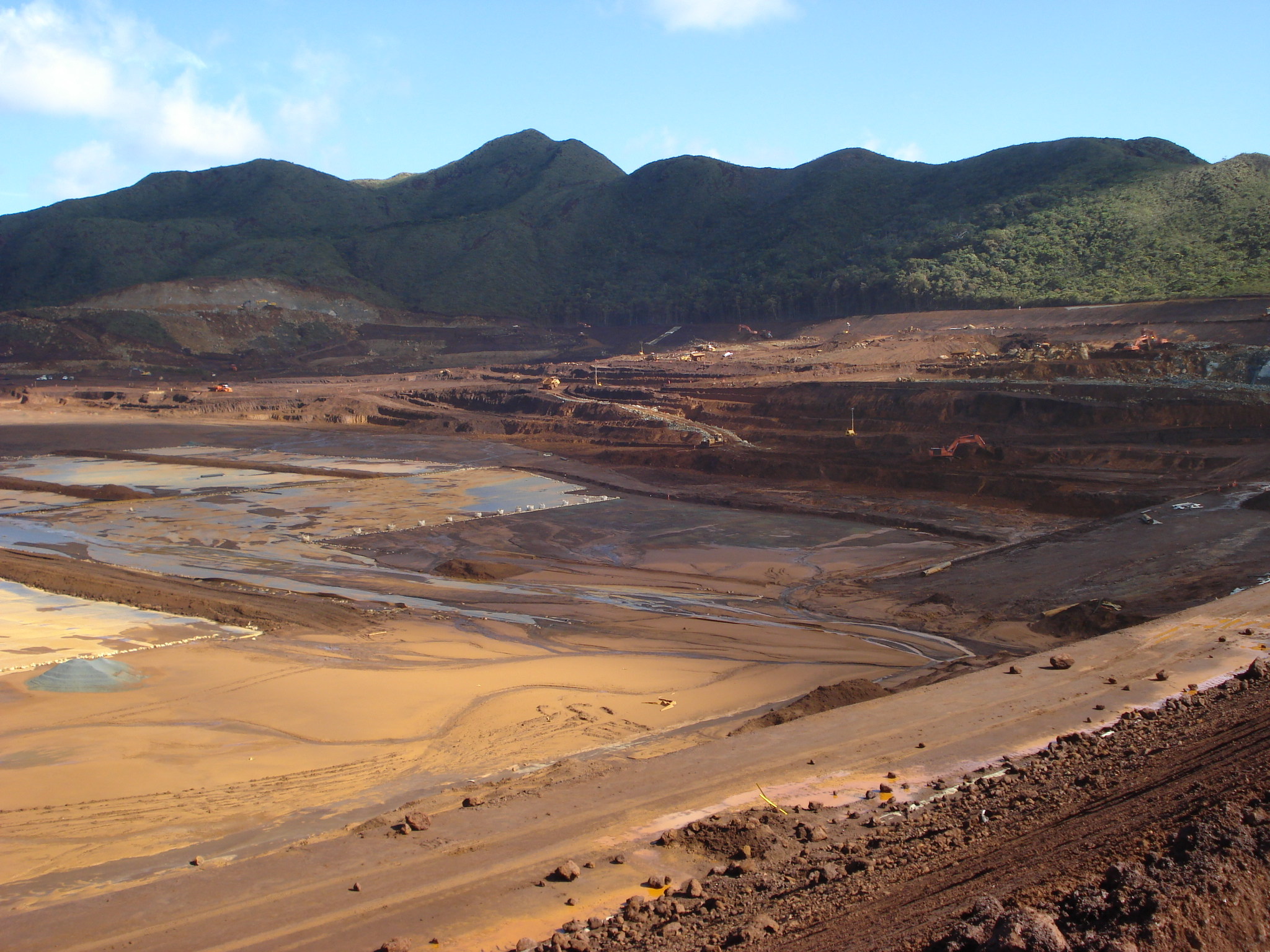
鎳礦場

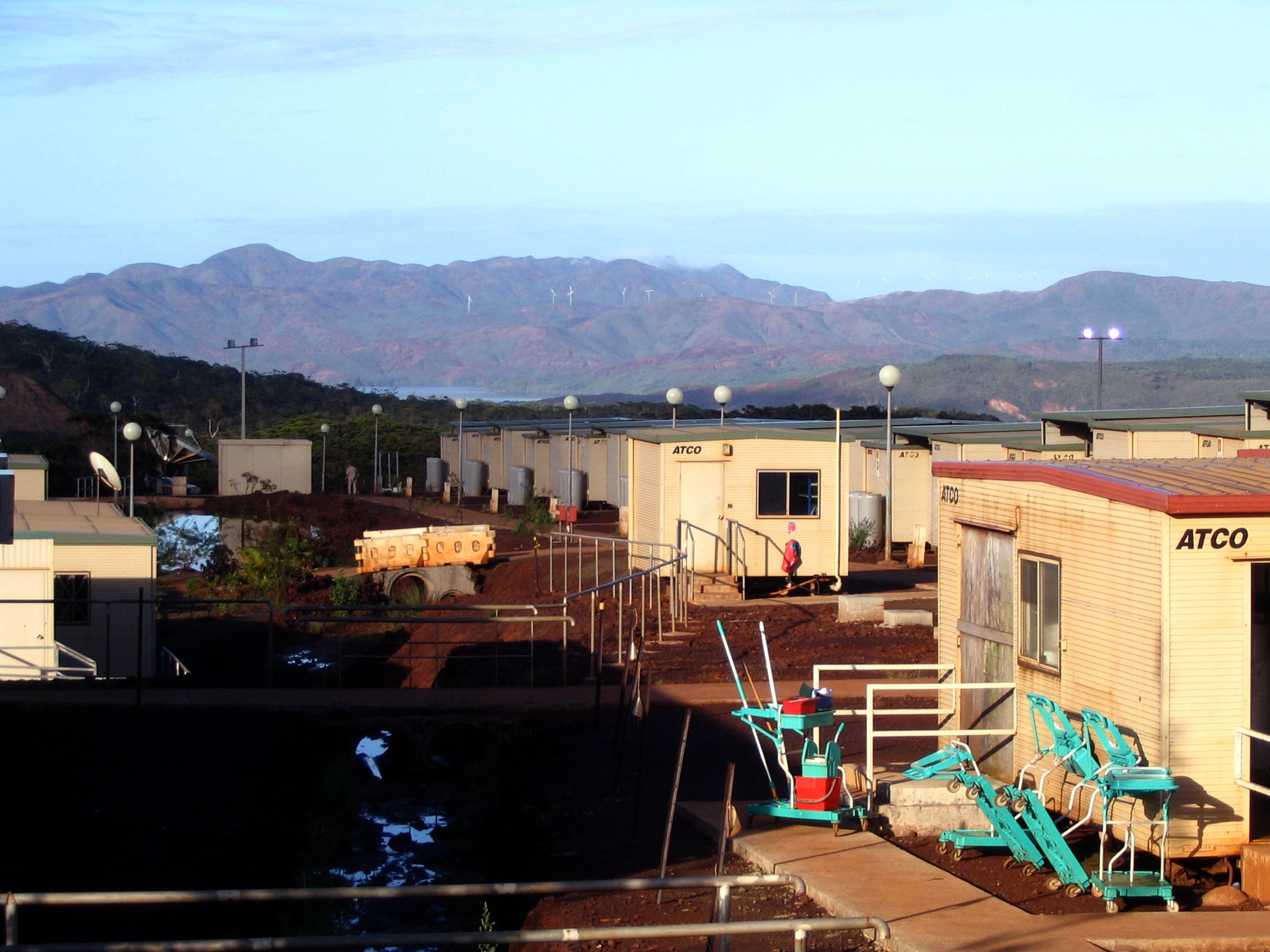
採礦營；鎳礦是重要經濟支柱

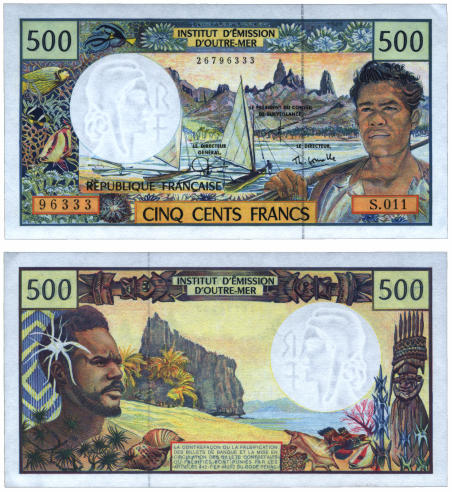
島上法定貨幣為太平洋法郎，而非本土流通的歐元。相中是500法郎紙幣

### 人口

#### 族群
根據1996年數據：
- 美拉尼西亞人占45.8%
（其中44.6%為卡纳克人，1.2%為萬那杜人）；
- 欧洲人占34.5%
（主要源自法、德、英、等地）；
- 玻里尼西亞人占11.8%
（其中9.1%為瓦利斯人，2.7%為大溪地人）；
- 印尼人占2.5%；
- 越南人占1.4%；
- 其他民族則占3.9%。

1996年4月人口普查的数字表明，从1989年以来，欧洲向波利尼西亚的移民呈10倍增长。卡纳克族人口占总人口44.1%，但出生率相对地也较高，因此他们强烈要求法国政府控制移民人数，以确保当地更多的人民能够就业。1999年10月底，卡纳克社会主义民族解放阵线在努美阿组织了一次有5000人参加的游行示威，以引起社会对卡纳克族高失业率的关注。
| 族群             | 族群             | 2009年          | 2014年           | 2019年           |
| ---------------- | ---------------- | --------------- | ---------------- | ---------------- |
| 卡纳克人         | 卡纳克人         | 99,078 (40,3 %) | 104,958 (39,1 %) | 111,856 (41,2 %) |
| 歐裔             | 歐裔             | 71,721 (29,2 %) | 73,199 (27,2 %)  | 65,488 (24,1 %)  |
| 混血 (Métis)     | 混血 (Métis)     | 20,398 (8,3 %)  | 23,007 (8,6 %)   | 30,758 (11,3 %)  |
| 瓦利斯和富图纳人 | 瓦利斯和富图纳人 | 21,262 (8,7 %)  | 21,926 (8,2 %)   | 22,520 (8,3 %)   |
| 亚裔             | 印尼裔           | 3,985 (1,6 %)   | 3,859 (1,4 %)    | 3,786 (1,4 %)    |
| 亚裔             | 越南裔 (雇脚)    | 2,357 (1,0 %)   | 2,506 (0,9 %)    | 2,230 (0,8 %)    |
| 亚裔             | 其他亚裔         | 1,857 (0,8 %)   | 1,177 (0,4 %)    | 1,181 (0,4 %)    |
| 塔希提人         | 塔希提人         | 4,985 (2,0 %)   | 5,608 (2,1 %)    | 5,366 (2,0 %)    |
| 瓦努阿图人       | 瓦努阿图人       | 2,327 (0,9 %)   | 2,568 (1,0 %)    | 2,313 (0,9 %)    |
| 其他族群         | 其他             | 2,566 (1,0 %)   | 3,428 (1,3 %)    | 5,610 (2,1 %)    |
| 其他族群         | “新喀里多尼亚人” | 12,177 (5,0 %)  | 19,927 (7,4 %)   | 20,299(7,5 %)    |
| 未声明           | 未声明           | 2,867 (1,2 %)   | 6,604 (2,5 %)    | 20,299(7,5 %)    |

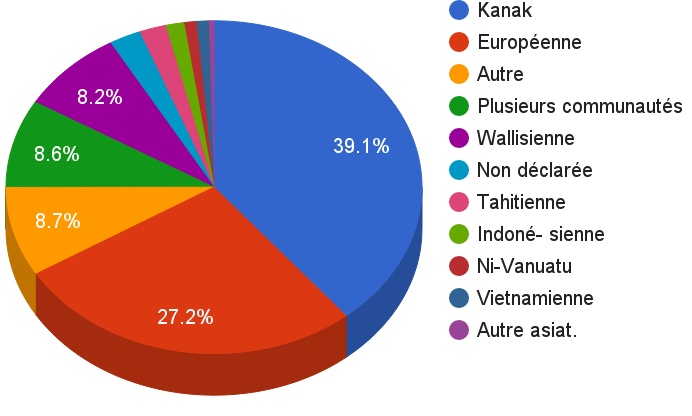
2014年人口普查时的族群比例

許多印尼裔居民是爪哇人，而越南裔居民則祖先多來自越南北部，以契約工名義來到新喀里多尼亞，許多歐裔居民改自我認同為“新喀里多尼亚人”（Calédonien(ne)），情況類似部分歐裔美國人自我認同為“美國人 (本土化血統者)”，其他族裔中除了“新喀里多尼亚人”外，其餘族裔未細分。

##### 新喀里多尼亞華人
新喀里多尼亞華人，約1300多人，多歸類為其他亞裔，祖先多為來自塔希提及越南的華人，以及來自廣東及廣西的餐館業者、小販及船民, 其中來自塔希提的華人移民約1000多人，多使用法語及客家話，一些祖籍廣東的華人移民則使用粵語為主，少部分亦使用普通話。
另外，“新喀里多尼亚华人协会”是新喀里多尼亚較具有影響力的华人社團組織，於1973年由原来的“新喀里多尼亚华侨协会”和“新喀里多尼亚中华总会”合并而成，大多數成員為客家人。

## 政治
與其他法國海外領土不同，新喀裡多尼亞擁有特殊地位和擴大的自治權。它有自己的代表大會，有54個席位。但該島由法國總統任命的高級專員領導。新喀裡多尼亞居民參加法國大選。他們有權選舉法國總統，其利益由法國議會下議院兩名議員和上議院兩名參議員代表。太平洋群島的居民也可以在歐盟立法機構歐洲議會的選舉中投票。
1980年代，由卡納克社會主義民族解放陣線（KSFNL）領導的獨立運動在群島爆發。事態升級為武裝衝突，法國政府於1985年宣布该地進入緊急狀態。
1987年，舉行第一次自決公投，98%的投票者贊成继续留在法国内。
1988年，巴黎與卡納克社會主義民族解放陣線簽署了一項協議，引入了10年的過渡期。地方當局被賦予了財政、教育和基礎設施的權力，十年後他們決定再次舉行全民公投。
1997年5至6月，该岛举行法国国民议会议员选举，因受卡纳克社民解阵线等要求独立组织的抵制，参加投票的人较少，两名代表均由保卫喀里多尼亚在共和国内联盟的成员当选。
1998年4月21日，法国政府同卡纳克社会主义民族解放阵线及保卫喀里多尼亚在共和国内联盟，就喀岛未来地位问题在努美阿达成一项政治协议。
主要内容有：法国逐步向新喀移交教育、税收、外贸、交通运输等权力，但仍掌握防务、司法、警察等部门；在今后15-20年内，新喀将就独立举行全民投票，如超过半数的人选择独立，法国则交出其余权力，如独立被否决，可在随后的4年中再举行两次投票，如独立在第二次投票中又被否决，将重新商议该群岛的前途；承认“法兰西共和国内的新喀里多尼亚公民身分”，日后该群岛若选择独立，这一身分即变成“国籍”。5月5日，法国总理若斯潘在努美阿同新喀支持和反对独立的各派领导人签署了上述协议。
1998年11月8日，新喀就《努美阿协议》举行公民投票。由于对立的两派政治力量都号召选民投赞成票，该协议以71.9%的赞成票获通过。独立派认为协议为新喀独立奠定了基础，反独立派则声称新喀“永远不会独立”。舆论一般认为，该协议获通过有利于新喀今后的社会稳定。同年12月底，法国国民议会以绝对优势通过了协议草案的全部内容，1999年2月，参议院也通过了该协议。
新喀里多尼亞在2018年11月4日的獨立公投最終結果為不獨立。在2022年之前还要举行两次独立公投。法国政府已同意其在2020年再次举行独立公投。
2020年10月4日的獨立公投最終結果為新喀里多尼亞不獨立。
2021年12月12日的第三次獨立公投最終結果依舊是新喀里多尼亞不獨立。
2024年5月，法國議會此前通過了有爭議的投票改革法案，旨在放寬在新喀里多尼亞地區選舉的選民限制。原先根據《努美阿協議》，只有1998年之前的新喀里多尼亞居民及其後代能投票，而法國政府希望把選舉權擴大至在當地住超過10年的人。這項改革將允許更多歐洲人和波利尼西亞人後裔投票，削弱了當地原住民卡纳克人的影響力而備受爭議，因此成为当年5月13日骚乱的导火线。
2025年7月12日，法國與新喀里多尼亞各方代表在巴黎附近舉行為期十天的會議之後，簽署布日瓦勒協議。根據該協定，新喀里多尼亞将設立「新喀里多尼亞國」，並寫入法國憲法。

### 行政區劃
新喀里多尼亞共分为三个省：
- 南部省
- 北部省
- 洛亚蒂群岛省

省又细分为33个市镇，其中市镇波亚分属两个省。

### 议会制度

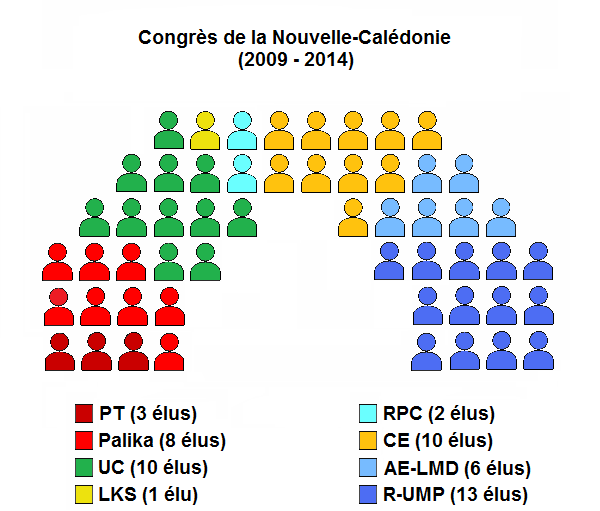
议会席位分布图

新喀里多尼亚议会为立法机构，共54席，任期5年，以比例代表制选出。下设三个省议会，各省所占席位：南方省32席、北方省15席、洛亚蒂群岛省7席。本届议会于2009年5月选举产生，其中以UMP联盟（原保卫喀里多尼亚在共和国内联盟）为首的反对独立派31席，以卡纳克和社会主义民族解放阵线和喀里多尼亚联盟为首的独立派23席。
新喀里多尼亚在法国国民议会有两名议员、在参议院有两名议员。法国国民议会两名议员来自反对独立的喀里多尼亚一起；参议院两名议员来自UMP联盟。

### 联邦元首
國家元首仍以法國總統為元首。新喀里多尼亚现任政府主席为阿尔西德·庞加（Alcide Ponga）。　
此外，由领地议会提名并由联邦政府主席任命高级专员（Haut-commissaire）为驻新喀里多尼亚的法兰西共同体代表和新喀里多尼亚的外交代表，现任为雅克·比兰特（Jacques Billant）。

### 主要政党
- 保卫喀里多尼亚在共和国内联盟（Rassemblement pour la Calédonie dans la République - RPCR）：亦称共和党。1977年建立。由民主社会中心党和共和党组成，与法国保卫共和联盟关系密切。主张新喀维持现状。
- 卡纳克和社会主义民族解放阵线（Front de Libération Nationale Kanak Socialiste - FLNKS）：1984年建立。由卡纳克解放党、喀里多尼亚社会主义党、喀里多尼亚联盟、全国独立联盟、美拉尼西亚进步联盟等组成。成员有1万多人，主要为卡纳克人。主张新喀独立。
- 大洋洲联盟（Union Océanienne - UO）：1989年从共和党内分裂成立。主要成员为来自瓦利斯和富图纳群岛的移民，属保守派。
- 争取独立民族联盟（Union nationale pour l'indépendanc）
- 独立者协调委员会联盟（Fédération des Comités de Coordination des Indépendantistes）：于1998年从卡纳克社会民族解放阵线中分裂而成立。

其它政党有劳动党、喀里多尼亚明天党、创建未来共同发展党、洛亚蒂群岛发展阵线等。

## 经济
新喀裡多尼亞的現代經濟以鎳的開採和加工為主，該島的探明鎳金屬儲量710 萬噸，約佔全球的10% 。

## 交通
铁路：无。
公路：总条数：4
航空：努美阿國際機場